# Braunsia lieftincki
Braunsia lieftincki är en stekelart som först beskrevs av Van Achterberg 1988.  Braunsia lieftincki ingår i släktet Braunsia och familjen bracksteklar. Inga underarter finns listade.